# Joan Ford’s Newtake

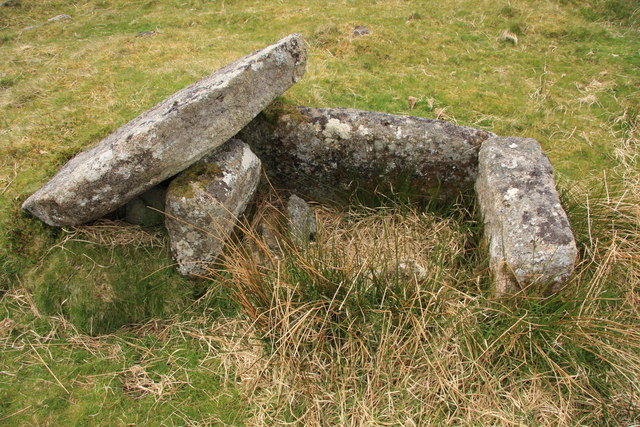
Joan Ford’s Newtake

Joan Ford’s Newtake (auch Joan Ford Newtake East genannt) ist ein Ring Cairn, nahe dem Swincombe River westlich von Hexworthy in Devon in England, der eine Steinkiste enthält.
Ein mehr oder weniger kontinuierlicher Randsteinring aus aufrechten Felsbrocken von 0,3 m bis 0,6 m Höhe umgibt den durch eine Feldgrenze aus Trockenmauerwerk gestörten Hügel von etwa 8,7 m Durchmesser. 
Die gut erhaltene Nordwest-Südost orientierte Steinkiste ist 1,0 m lang, 0,5 bis 0,65 m breit und bis zu 0,7 m tief. Der 1,35 × 1,0 × 0,2 m messende Deckstein lehnt gegen die Südostseite der Kiste. 
In der Nähe liegen der Steinkreis „Joan Ford Newtake West“, die Steinreihen „Joan Ford Newtake rows“ und der Crock of Gold.